# 冒涜
冒涜（冒瀆、ぼうとく）は、崇高なものや神聖なもの、または大切なものを、貶める行為、または発言をいう。さらに神聖なものを汚すという意味もある。
価値観が異なる人からすると冒涜の基準が異なるため、ある行為や発言を冒涜と感じるかどうかは各個人によるものである。
通常、性的な意味で戒律など神の教えに背く、または社会のルールを破る場合は背徳といい、区別されている。

## 冒涜的、または冒涜行為が描写されている作品
- ライフ・オブ・ブライアン
- 悪魔の詩

## 冒涜に関連した主な罪、国
- イスラム教への冒瀆罪 - イスラム諸国。
  - 宗教冒涜罪 - インドネシア[1]。
- 神への冒涜罪 - アイルランド（憲法で規定されていたが、2018年に行われた国民投票の結果、廃止されることとなった[2]）。
- 国旗冒涜罪 - 大韓民国[3]。